# Malawach

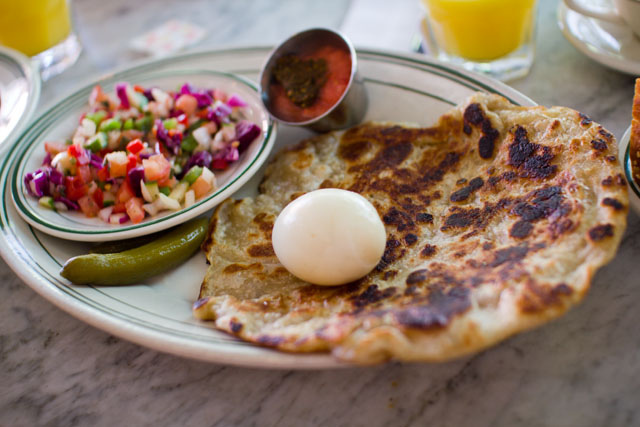
Malawach mit Ei und Salat

Malawach oder malawah (hebräisch מלאווח oder מלווח) ist ein frittiertes Brot, welches ein Grundnahrungsmittel der jemenitischen Juden darstellt.
Malawach besteht aus dünnen Blätterteigschichten, mit Öl oder Fett bestrichen und in einer Bratpfanne gegart. Es wird traditionell mit hartgekochten Eiern, skhug (Soße) und einem Tomaten-Dip serviert. Gefrorener Malawach kann als Substitut für Teig in verschiedenen Rezepten genutzt werden.
Aus dem Teig, der für die Zubereitung von Malawach verwendet wird, wird auch Jachnun, ein anderes jemenitisches Gebäck, hergestellt. Malawach ähnelt in Herstellung, Geschmack und Konsistenz dem somalischen Malawax, welches gewöhnlich zum Wochenend-Frühstück mit Ghee und Honig gegessen wird.